# Ельяшкевич, Александр Сергеевич
Александр Сергеевич Ельяшкевич (укр. Олександр Сергійович Єльяшкевич; род. 29 июня 1965, Херсон) — украинский политик. Депутат Верховной рады Украины II и III созывов (1994—2002). Являлся членом партии «Громада».

## Биография
Родился 29 июня 1965 года в Херсоне. Белорус по происхождению. Окончил Киевский торгово-экономический институт (1986).
С 1986 по 1989 год — старший нормировщик, старший экономист Днепровского райпродторга Херсона. В 1989 году становится директором молодёжного коммерческого центра «Темп» Херсонского областного штаба студенческих стройотрядов. С 1989 по 1990 год — заместитель генерального директора по экономике в межотраслевом производственном объединения «Скиф» в Херсоне. Следующие два года являлся председателем предпринимательского совета в «Скифе». В сентябре 1992 года стал президентом Херсонинвестбанка. С декабря 1993 по сентябрь 1994 года являлся исполняющим обязанности председателя правления Херсонинвестбанка.
На парламентских выборах 1994 года был избран по Днепровскому избирательному округу № 394 в Херсоне. Ельяшкевич был выдвинут трудовым коллективом. Входил в комитет по вопросам финансов и банковской деятельности. Являлся членом группы «Реформы». На следующих парламентских выборах 1998 года был избран как член партии «Громада». В парламенте стал заместителем председателя комитета по вопросам финансов и банковской деятельности. В феврале 2000 года вышел из фракции «Громада». Ельяшкевич будучи депутатом критиковал политику Президента Украины Леонида Кучмы. Президентские выборы 1999 года он назвал «недемократическими». Критиковал проведение референдума 2000 года.
9 февраля 2000 года был избит около гостиницы «Москва» в Киеве. Ельяшкевича доставили в лечебно-оздоровительном комплекс «Феофания», где ему был поставлен диагноз «сотрясение и отёк головного мозга, перелом костей носа, ушибы и ссадины мягких тканей лица». По факту нападения на Ельяшкевича милиция открыла уголовное дело. Сам Ельяшкевич назвал заказчиком нападения президента Леонида Кучму. В ходе кассетного скандала Ельяшкевич заявил, что бывший майор государственной охраны Николай Мельниченко готов выступить свидетелем в деле о нападении на него. В сентябре 2001 года обратился за помощью в ПАСЕ, поскольку считал, что правоохранительные органы отказываются заниматься расследованием дела. В 2001 году участвовал в деятельности Форума национального спасения, главной целью которого являлось отстранения от власти Леонида Кучмы.
В феврале 2002 года Ельяшкевич призвал Кучму обеспечить ему охрану, поскольку его жизнь находится в опасности. В марте 2002 года милиция сообщила, что уголовное дело по нападению на Ельяшкевича было передано в суд. Подозреваемым стал киевлянин, ранее судимый за квартирную кражу, разбой и незаконное приобретение и хранение наркотических веществ. По версии правоохранителей, подозреваемый напал на Ельяшкевича из-за хулиганских мотивов, будучи в состоянии алкогольного опьянения. На парламентских выборах 2002 года Ельяшкевич шёл по 218 округу (Киев) как самовыдвеженец, набрав 6 % в Верховную раду не прошёл. В мае 2002 года Печерский суд Киева осудил Виталия Воробья 1980 года рождения на пять лет и шесть месяцев лишения свободы.
В апреле 2002 года политик выехал в США. 12 сентября 2002 года он получил политическое убежище в США. Находясь в США Ельяшкевич планировал подать в американские судебные органы иск на Кучму. 30 ноября 2005 года вместе с Николаем Мельниченко вернулся из США в Киев. Возглавлял федерацию профсоюзов «Наше право».
На досрочных выборах в Верховную раду 2007 года Ельяшкевич возглавил Партию вольных демократов, которая набрала 0,2 % голосов избирателей и не прошла в парламент. Ельяшкевич подал документы для участия в парламентских выборах 2012 года, однако в итоге написал заявление в ЦИК об отказе баллотироваться.

## Семья
Супруга — Лариса Владимировна. Дочь — Инна (род. 1986).